# 成公 (滕)
成公（せいこう、? - 紀元前539年）は、春秋時代の滕の君主。姓は姫、諱は原。

## 生涯
紀元前575年4月、滕の文公が死去すると、成公が後を嗣いで滕公として即位した。紀元前572年、晋・宋・衛などの諸侯とともに魚石の拠る彭城を包囲した。紀元前571年冬、晋・斉・宋・衛などの大夫たちが戚で会合をおこなうと、成公は大夫を派遣した。紀元前568年、成公は晋・宋・陳・衛などの諸侯と戚で会合し、盟を交わした。紀元前567年、成公は魯に赴いて襄公と会見した。紀元前564年、晋・魯・宋・衛などの諸侯と会合し、鄭を攻撃した。紀元前563年春、晋・魯・宋・衛などの諸侯と呉の柤で会合した。同年秋、晋・魯・宋・衛などの諸侯と会合し、鄭を攻撃した。紀元前562年夏、晋・魯・宋・衛などの諸侯と会合し、鄭を攻撃した。同年秋にも再び鄭を攻撃した。紀元前559年1月、晋・斉・魯・宋などの大夫たちが呉の向で会合をおこなうと、成公は大夫を派遣した。同年夏、晋を中心とする諸侯の大夫たちによる秦に対する侵攻があり、成公は大夫を参加させた。紀元前555年10月、成公は晋・魯・宋・衛などの諸侯とともに斉に侵攻した。紀元前553年6月、成公は晋・斉・魯・宋などの諸侯と澶淵で会盟した。紀元前549年、晋・魯・宋・衛などの諸侯と夷儀で会合した。紀元前548年、晋・魯・宋・衛などの諸侯と夷儀で会合した。紀元前546年、成公は宋に赴いたが、宋に属国扱いを受けて、会盟に参加できなかった。紀元前544年、大夫を派遣して杞の築城に参加させた。紀元前543年、晋・魯・宋・衛などの大夫たちが澶淵に会合すると、成公は大夫を派遣した。紀元前539年1月丁未、成公は死去し、悼公が後を嗣いで滕公として即位した。